# Спишска-Магура
Спишска-Магура (словац. Spišská Magura), Спишская Магура, Ципская Магура — горный массив на территории Спиша, в восточной Словакии, часть Подгуольно-Магурской гряды.
В другом источнике указано что Магура Ципская — отрог (магурский отрог центральных Карпат) Высокой Татры между Здярским проходом (1072 метра) и местом слияния рек Попрада и Дунайца, ниже Старого Сандеца. Наивысшая точка Спишски-Магуры — гора Реписко, 1259 метров, а в другом источнике указано что хребет до 1267 метров высоты.
Геоморфологически массив подразделяется на две части: Реписко на юго-западе и Ветерны Врх на севере. Граница между ними проходит по долине реки Риеки и перевал Магурске Седло.